# Höglandsstenskvätta
Höglandsstenskvätta (Oenanthe frenata) är en fågelart i familjen flugsnappare inom ordningen tättingar. Den förekommer i bergstrakter i Eritrea och Etiopien. Tidigare behandlades den som en del av Oenanthe bottae. Beståndet anses vara livskraftigt.

## Utseende och läte
Höglandsstenskvättan är en knubbig brunfärgad stenskvätta. Noterbart är vitt ögonbrynsstreck, svart ögonmask, rent vit strupe och kanelbrun undersida. På stjärten syns den för stenskvättor ofta typiska T-formade teckningen, svart centralt och längst ut med vita sidor. Arten är mycket lik sahelstenskvättan, men de överlappar knappt. Höglandsstenskvättan är vidare större och ljusare, med mycket vitare strupe. Sången består av en lång och komplex blandning av olika komponenter, ibland avgiven i spelflykt.

## Utbredning och systematik
Fågeln förekommer i höglänta områden i Eritrea och Etiopien.  Den behandlas som monotypisk, det vill säga att den inte delas in i några underarter.

### Artstatus
Höglandsstenskvättan kategoriserades tidigare som underart till svartpannad stenskvätta (Oenanthe bottae), idag jemenstenskvätta, men urskiljs sedan 2016 av BirdLife International som egen art, 2022 även av eBird/Clements, 2023 av International Ornithological Congress och 2024 av Birdlife Sverige. Längre tillbaka har arten behandlats som samma art som isabellastenskvätta (O. isabellina) och framför allt sahelstenskvätta (O. heuglinii), men den senare skiljer sig i både storlek, utseende, beteende och levnadsmiljö.

### Familjetillhörighget
Stenskvättorna ansågs fram tills nyligen liksom bland andra buskskvättor, stentrastar, rödstjärtar vara små trastar. DNA-studier visar dock att de är marklevande flugsnappare (Muscicapidae) och förs därför numera till den familjen.

## Levnadssätt
Höglandsstenskvättan hittas som namnet avslöjar i högöänta områden. Där ses den i bergsbelägna gräsmarker, på hedar och i odlade områden.

## Status
Arten har ett stort utbredningsområde och beståndet anses vara stabilt. Internationella naturvårdsunionen IUCN listar den därför som livskraftig (LC).